# Konstantin Khudjakov
Konstantin Khudjakov (russisk: Константин Павлович Худяков) (født 13. oktober 1938 i Moskva i Sovjetunionen) er en sovjetisk filminstruktør, manuskriptforfatter og skuespiller.

## Filmografi
- Kto zaplatit za udatju? (Кто заплатит за удачу?, 1980)[2][3]
- Uspekh (Успех, 1984)
- Na Verkhnej Maslovke (а Верхней Масловке, 2004)